# 榮譽學位
荣誉学位（荣誉学士学位）（Honours degree）起源于英国，是本科阶段授予优秀学生的一种学位，高于普通学士学位，旨在表彰学生在学术研究、专业知识和综合能力方面的突出表现。荣誉学位制度的国家和地区包括美国、英国、澳大利亚、新西兰、加拿大、南非、香港等，主要是曾被英国殖民过的国家或地区。 在不同学位和教育制度的背景下具有多种含义。通常情况下，荣誉学位是学士学位的一种。有别于普通的学士学位，荣誉学位一般需要申请者具有更高的学习标准或更高的学术水平。
荣誉学位有时会在学位缩写后以“Hons”标注。各地标注方式会有所不同，例如“BA (Hons)”,“B.A., Hons”等等。在加拿大，荣誉学位可以在学位缩写之前用“H”表示，例如“商业管理荣誉学士”会简写为“HBA”。
许多大学会同时授予荣誉学士学位和非荣誉学士学位。在大多数授予荣誉学位的国家，荣誉学位意味着比非荣誉学位更高的成就水平。在一些国家（如澳大利亚），学生可能需要更长的修业时间来获取荣誉学位。

## 差异
荣誉学士学位和名誉博士学位也叫荣誉博士学位的差异，荣誉学士学位和一般高等院校授予给著名人物或者有贡献人物的头衔荣誉博士学位意义完全不同，荣誉学士学位只有在学士学位期间成绩异常突出的前提下才有资格获得。是对获得者的能力的肯定，荣誉博士学位（Honorary Doctorate）是一种荣誉称号，并非通过常规的学术课程学习和研究获得，而是由大学或其他高等教育机构授予在学术、文化、社会等领域做出杰出贡献的人士，对被授予者无学历要求。